# Ренет бленгеймский
Ренет бленгеймский, или Ренет Бленгеймский, (англ. Blenheim Orange) — сорт яблони домашней.

## Происхождение
Сорт яблони «Ренет бленгеймский» был выведен в начале XIX века в Англии селекционером Кемпстером. Другое название сорта — «Принц Уэльский».

## Синонимы
- Beauty of Hants
- Belle d’Angers
- Blenheim
- Blenheim Orange
- Blenheim pippin
- Blenheimer Gold-Beinette
- Blenheimi renet
- Blooming orange
- Burns seedling
- Dredge’s Fame
- Gloucester pippin
- Gold-Beinette von Blenheim
- Imperatrice Eugenie
- Kaiserin Eugenie
- Kempster’s pippin
- Konigin Victoria
- Lucius-Apfel
- Northampton
- Northwick pippin
- Orange Blenheim
- Orange pippin. Perle d’Angleterre
- Pomme de Blenheim
- Postrophe
- Prince de Galles
- Prince of Wales
- Beinette de Blenheim
- Beinette doree de Blenheim
- Beinette Gold von Blenheim
- Beinette de Savalle
- Benetta dorata di Blenheim
- Ward’s pippin. Woodstook
- Woodstockpippin
- Zlota reneta Blenheimska